# Teoría de la información cuántica
La teoría de la información cuántica es una disciplina que incorpora técnicas de las matemáticas, la física y las ciencias de la computación y que se ocupa, por un lado, de describir qué es exactamente la información cuántica (y que la diferencia de la clásica) y por otro, de su transmisión. Sobre esto último, es de especial interés idear protocolos que protejan la información contra ataques externos y técnicas que corrijan los errores que fenómenos como el ruido y la decoherencia puedan haber introducido.  

## Cúbit
El cúbit es el análogo cuántico del bit, la unidad más básica de computación cuántica. La diferencia fundamental entre el bit y el cúbit es que, mientras que el primero solo puede estar en dos estados {\textstyle \{0,1\}}, el segundo puede encontrarse en cualquier combinación lineal de {\textstyle \{|0>,|1>\}}. Esto es lo que en física cuántica se conoce como Principio de Superposición, que junto con el entrelazamiento, la interferencia y el efecto túnel, explica las diferencias entre la computación clásica y la cuántica.
Desde un punto de vista físico, un cúbit es un sistema con un grado de libertad que al medir exhibe uno de entre dos posibles valores. Ejemplos son un fotón en una guía unidimensional (donde el grado de libertad es su polarización) o un sistema de dos niveles, como puedan serlo un punto cuántico o un electrón en un orbital s en presencia de un campo magnético (donde el grado de libertad es la energía).
También es posible definir sistemas de más de dos niveles, como un cútrit, que tiene tres. Sin embargo, en la práctica casi siempre se trabaja con cúbits, por analogía con la computación clásica, que emplea un lenguaje binario.

## Entropía de von Neumann y entrelazamiento
La entropía de von Neumann es el análogo cuántico a la entropía clásica de Shannon. Esta última se define para el caso de una variable aleatoria {\textstyle X} que tomaba valores {\textstyle \{x\}} con probabilidades {\textstyle \{p(x)\}} como 
{\displaystyle H(X)=-\sum _{x\in X}p(x)\log p(x)}
donde el logaritmo se toma en base dos. La entropía clásica optimiza el proceso de compresión de información cuando no todos los valores de la variable aleatoria son emitidos con la misma probabilidad por la fuente. Así pues, {\textstyle H(X)} es el número medio de bits necesarios para codificar un mensaje emitido por la fuente y por lo tanto, una medida de la ignorancia con que se conoce {\textstyle X} (o, complementariamente, la información que se puede obtener de ella).
Si se desea definir la entropía de un sistema cuántico hay un problema: la entropía dependerá de qué observable {\textstyle X} se mida, por lo que deja de ser, en principio, una cantidad exclusiva del sistema. Para un estado mezcla {\textstyle \rho }, la probabilidad de obtener el resultado {\displaystyle x} en la medida del observable {\textstyle X} es {\textstyle P(x)=Tr\{\rho \Pi _{x}\}}, donde {\textstyle \Pi _{x}=|x><x|} es el proyector. Si la entropía mide la ignorancia que se tiene del sistema cuántico, se escoge el proceso de medida que minimice dicha ignorancia, que resulta ser aquel para el que los estados {\textstyle \{|x>\}} diagonalizan la matriz densidad. De este modo, la entropía de von Neumann viene dada por 
{\displaystyle S(\rho )=-Tr\{\rho \log {\rho }\}=-\sum _{x}\lambda _{x}\log {\lambda _{x}}}
donde {\textstyle \sum _{x}\lambda _{x}=1} y {\textstyle 1\geq \lambda _{x}\geq 0}. Se puede comprobar que la entropía de von Neumann es cero y por lo tanto, mínima, si el estado es puro. Esto es consistente con la idea intuitiva de entropía como ignorancia a priori o conocimiento a posteriori, ya que en el caso de un estado puro no se ignora nada del sistema y por lo tanto, no queda nada por conocer de él.
Es posible definir, de manera completamente análoga al caso clásico, la entropía cuántica relativa entre dos matrices densidad {\displaystyle \rho } y {\displaystyle \sigma } como
{\displaystyle S(\rho ||\sigma )=Tr\{\rho \log {\rho }\}-Tr\{\rho \log {\sigma }\}}
que es siempre positiva y cuantifica cuán diferentes son los dos estados. Se comprueba que si hay un estado {\textstyle \{|x>\}} con probabilidad nula para {\displaystyle \sigma } pero no para {\displaystyle \rho }, la entropía relativa es infinita; es decir, los dos estados son infinitamente diferentes.
Por otro lado, si el sistema se compone de subsistemas, como en el caso de varios cúbits,es posible definir una entropía parcial para cada uno de ellos como la ignorancia con que se conoce su estado individual (ya sea como estado puro o matriz densidad). Para el caso de dos cúbits {\textstyle A} y {\textstyle B} se define {\textstyle \rho _{A}=Tr_{B}\{\rho \}} y {\textstyle S(\rho _{A})=-Tr_{A}\{\rho _{A}\log {\rho _{A}}\}} donde en {\textstyle Tr_{B}} la traza se toma sobre una base de estados del cúbit {\textstyle B} y similarmente para {\textstyle Tr_{A}}. 
Un caso interesante lo forman los estados puros tales que las partes que lo forman están entrelazadas. Es decir, {\textstyle \rho =|\Psi ><\Psi |}, pero sin que existan estados individuales de los cúbits {\textstyle |\psi _{n}>_{n}} tales que {\textstyle |\Psi >=|\psi _{1}>_{1}\otimes |\psi _{2}>_{2}\otimes ...} . Como {\displaystyle \rho } es puro, la entropía total del sistema es nula y se conoce todo del sistema en su conjunto. Sin embargo, las entropías individuales de los subsistemas 1,2,... no son nulas, por lo que el conocimiento absoluto del todo no supone el conocimiento absoluto de sus partes.
Esto se puede comprobar para un sistema de dos cúbits en uno de los cuatro estados de Bell
{\displaystyle \Phi ^{\pm }={\frac {1}{\sqrt {2}}}(|0>|0>\pm |1>|1>)}
{\displaystyle \Psi ^{\pm }={\frac {1}{\sqrt {2}}}(|0>|1>\pm |1>|0>)}
Como estos cuatro estados forman una base del espacio de los dos cúbits y por ser la traza invariante frente a transformaciones unitarias, se comprueba fácilmente que {\textstyle S(|BELL>)=0}. Sin embargo, cualquiera de las matrices densidad obtenidas tomando una de las dos trazas parciales es 1.
Para el caso de un sistema biparte lo anterior se traduce en que la información mutua
{\displaystyle I(\rho _{AB})=S(\rho _{A})+S(\rho _{B})-S(\rho _{AB})=S(\rho _{A})+S(\rho _{B})>0}
o lo que es lo mismo, ambas partes del sistema tienen información en común.

## Circuitos y puertas lógicas cuánticas
De la misma forma que en computación clásica existen puertas lógicas que realizan operaciones sobre uno o más bits, en computación cuántica hay puertas lógicas cuánticas, que en este caso operan sobre uno o más cúbits. La principal diferencia entre ambos modelos de computación es que, si bien en el clásico se pueden hacer operaciones de forma reversible empleando una puerta de como poco tres bits (como la de Toffoli, aunque con éxitos prácticos limitados), la computación cuántica es intrínsecamente reversible. Esto se debe a que toda transformación realizada sobre un sistema cuántico ha de conservar la amplitud de probabilidad y por lo tanto, toda puerta lógica cuántica representa la acción de un operador unitario. Así pues, para toda puerta lógica cuántica existe otra que realiza la operación inversa, devolviendo al cúbit o cúbits a su estado inicial.
Es muy didáctico considerar el caso de un solo cúbit en un estado puro. En este caso, siempre podemos escribir {\textstyle |\psi >=\cos(\theta /2)|0>+\exp(i\phi )\sin(\theta /2)|1>} y una puerta solo cambia, si ignoramos fases globales, los dos ángulos {\textstyle \theta } y {\textstyle \phi }, produciendo una rotación del cúbit sobre la esfera de Bloch.
Aunque la computación cuántica es reversible desde un punto de vista teórico, la realidad práctica es otra, ya que un sistema nunca está aislado del todo y hay un entorno con el que interacciona. Si bien la evolución del conjunto que forman el entorno y el sistema es unitaria, las interacciones introducen correlaciones entre ambos, que a su vez introducen ruido en el sistema y fenómenos de decoherencia, haciendo la computación por lo tanto clásica e irreversible. No obstante, estas limitaciones son únicamente de carácter tecnológico y grandes avances se están realizando para combatirlas y tener ordenadores cuánticos verdaderamente funcionales. Por último, también es posible simular computación clásica reversible con un ordenador cuántico que no tenga ruido, haciendo de la computación cuántica un modelo universal de computación.

### Puertas de un solo cúbit
Una puerta lógica cuántica de un solo cúbit opera sobre un espacio de Hilbert de dos dimensiones, por lo que la podemos representar como una matriz cuadrada 2x2 unitaria. A continuación se enumeran y describen las puertas de un solo cúbit más relevantes.
- Puerta de Hadamard o H: {\textstyle {\frac {1}{\sqrt {2}}}{\begin{bmatrix}1&0\\0&-1\end{bmatrix}}}
- Puerta X: {\textstyle {\begin{bmatrix}0&1\\1&0\end{bmatrix}}}
- Puerta Y: {\textstyle {\begin{bmatrix}0&-i\\i&0\end{bmatrix}}}

- Puerta Z: {\textstyle {\begin{bmatrix}1&0\\0&-1\end{bmatrix}}}
- Puerta S: {\textstyle {\begin{bmatrix}1&0\\0&i\\\end{bmatrix}}}
- Puerta {\textstyle \pi /8}: {\textstyle {\begin{bmatrix}1&0\\0&e^{\pi /4}\\\end{bmatrix}}}

Las puertas X, Y y Z son las tres matrices de espín de Pauli, que hacen de generadores del grupo {\textstyle SU(2)} en la representación adjunta. Este grupo incluye esencialmente las rotaciones de vectores de dos dimensiones de números complejos. Puesto que cada una de las puertas tiene un sentido geométrico claro (por ejemplo, la puerta S rota un estado puro {\textstyle 90^{\circ }} en sentido horario alrededor del eje polar de la esfera de Bloch), las otras puertas se pueden escribir en términos de ellas. Sin embargo, como una puerta ha de ser a nivel práctico una unidad discreta, se mantienen las demás. Por otra parte, {\textstyle S=T^{2}}. En este caso, el motivo por el que se mantienen las dos es porque ambas se emplean de manera recurrente.

### Puertas de dos y más cúbits
Estas operan sobre espacios de Hilbert de dimensión {\textstyle 2^{n}}, por lo que se representarán como matrices {\textstyle 2^{n}}-cuadradas. La más importante de todas ellas es la puerta XOR o CNOT, de dos cúbits, que introduce la operación controlada {\textstyle |a>\otimes |b>\rightarrow |a>\otimes |b\bigoplus a>}. Si {\textstyle a=0} no hace nada y si {\textstyle a=1}, cambia 0 por 1 en {\textstyle b} y viceversa. Se ve que sobre el target la puerta CNOT es simplemente {\displaystyle \sigma _{z}^{a}}.
La puerta CNOT se representa como
{\displaystyle {\begin{bmatrix}1&0&0&0\\0&1&0&0\\0&0&0&1\\0&0&1&0\\\end{bmatrix}}}
El motivo por el que las puertas de un solo cúbit que se han presentado y la CNOT son tan importantes es porque son universales: toda puerta lógica cuántica de cualquier número de cúbits puede escribirse como el resultado de la acción sucesiva de un cierto número de ellas, si bien es cierto que dicho proceso no tiene por qué ser exacto y la representación tendrá, en general, carácter asintótico.

## Aplicaciones
La teoría de la información cuántica ha cambiado el paradigma de las comunicaciones y de la seguridad de las mismas, así como de la computación.

### Criptografía cuántica: protocolo BB84
La principal diferencia entre la criptografía cuántica y la clásica es que la seguridad de la segunda se basa en la complejidad exponencial de obtener la clave. La superposición, el entrelazamiento y la interferencia hacen que esto no sea así para el primer caso. 
El protocolo BB84, que recibe su nombre de las iniciales de sus autores y del año de su creación (Charles Bennett, Gilles Brassard, 1984), es el más importante de los métodos criptográficos cuánticos. En él, tenemos dos partes, Alicia y Benito (Alice y Bob en inglés), que desean intercambiar un mensaje.  Alicia codifica un bit clásico en un fotón con polarización bien definida, pero emplea dos bases de polarización distintas, escogiendo en el proceso de codificación una de ellas al azar. Benito recibe el fotón a través de un canal cuántico y mide en una de las dos bases, pero como ignora en qué base preparó Alicia el fotón, él también mide al azar. Más tarde ambas partes emplean un canal clásico donde Alicia comunica la base con que preparó cada cúbit y Benito, si midió o no con la misma y descartan aquellos bits que Benito obtuvo empleando la base incorrecta. Entonces es cuando comparan un subconjunto aleatorio de aquellos bits que se han quedado para estudiar si el canal cuántico estaba siendo interferido por una tercera parte. Si los resultados no coinciden en un número por encima de un umbral que ellos fijan, abortan el proceso y lo intentan empleando otro canal cuántico.

### Comunicación cuántica: teleportación y codificado súperdenso
Los dos principales procesos de comunicación cuántica son la teleportación y el codificado superdenso. En el primero, las dos partes, Alicia y Benito, se quedan cada uno con un cúbit de un par de Bell, en los que el entrelazamiento o grado de correlación es máximo. Por ejemplo, el estado {\textstyle \Phi _{23}^{+}={\frac {1}{\sqrt {2}}}(|0>_{2}|0>_{3}+|1>_{2}|1>_{3})}. Si Alicia posee otro cúbit  {\textstyle \xi _{1}=\alpha |0>_{1}+\beta |1>_{1}} que le quiere enviar a Benito, el estado inicial es {\textstyle \xi _{1}\Psi _{23}^{+}}, que se puede escribir como
{\displaystyle {\frac {1}{2}}\{\Phi _{12}^{+}(\alpha |0>_{3}+\beta |1>_{3})+\Phi _{12}^{-}(\alpha |0>_{3}-\beta |1>_{3})+\Psi _{12}^{+}(\alpha |1>_{3}+\beta |0>_{3})+\Psi _{12}^{-}(\alpha |1>_{3}-\beta |0>_{3})\}}
De esta forma, si Alicia mide en la base de Bell sus dos cúbits 1 y 2, el cúbit 3 de Benito colapsa a uno de los cuatro estados entre paréntesis. Si ahora Alicia le comunica por medio de un canal clásico cuál de los cuatro estados de Bell obtuvo en su medida, Benito puede aplicar una puerta lógica cuántica que lleve el estado de su cúbit al que Alicia le quería enviar en un primer momento.
El codificado súperdenso en un muy similar a la teleportación: ambas partes poseen un cúbit de un estado máximamente entrelazado (aunque no necesariamente de Bell), pero en este caso Alicia le quiere enviar a Benito dos bits clásicos. Para hacerlo, Alicia realiza una operación unitaria sobre su cúbit y transforma el estado en uno de los cuatro estados de Bell, que son ortogonales y por lo tanto, absolutamente diferenciables. Entonces le envía su cúbit a Benito, quien midiendo ambos cúbits a la vez puede deducir en qué estado de Bell se encuentra el cúbit y obtener los dos bits clásicos que Alicia le quería transferir.

### Computación cuántica
La computación cuántica emplea cúbits para realizar operaciones, de la misma forma que un ordenador clásico haría uso de bits para hacer sus cálculos. Lo más interesante es que la acción conjunta del principio de superposición, el entrelazamiento y la interferencia permiten, en ocasiones, acelerar muchos cálculos que por medio de algoritmos clásicos llevarían mucho más tiempo. Por ejemplo, el algoritmo de Grover es el análogo cuántico al algoritmo de búsqueda, el que se quiere encontrar un elemento en una lista de N elementos. Mientras que clásicamente la complejidad del algoritmo escala con {\displaystyle O(N)}, cuánticamente lo hace con {\displaystyle O({\sqrt {N}})}. Otro ejemplo de relevancia criptográfica lo dan los algoritmos cuánticos para romper claves de seguridad, que transforman un problema que a nivel clásico tiene complejidad exponencial o NP a uno de la clase P y por lo tanto, resoluble en una escala de tiempo corta.

## Corrección cuántica de errores
Uno de los métodos de corrección y prevención de errores en computación clásica es copiar la información. Por ejemplo, haciendo {\textstyle 0\rightarrow 000}. El teorema de no clonación hace que esto sea imposible cuánticamente, pero igualmente existen formas de proteger la información frente a ataques y ruido. Se parte de una fuente que produce estados {\textstyle \{\rho _{i}\}} con probabilidades {\textstyle \{p_{i}\}}. A continuación, se envían los estados a un receptor a través de un canal cuántico {\textstyle C}, que los transforma a otros {\textstyle W_{i}}; esto es, {\textstyle C:\rho _{i}\mapsto W_{i}}. Si el canal tiene ruido, los estados {\textstyle W_{i}} que se reciban en el otro extremo serán diferentes a los de entrada. Para cuantificar cómo de diferentes son se introduce el concepto de fidelidad {\displaystyle F}: 
{\displaystyle F=\sum _{i}p_{i}{Tr({\sqrt {{\sqrt {\rho _{i}}}W_{i}{\sqrt {\rho _{i}}}}}})}
Cuanto mayor sea la fidelidad, más parecidos serán las {\displaystyle W_{i}} a las {\displaystyle \rho _{i}} y menos ruidoso será el canal (algunos autores, como Shor y Bennet, definen la fidelidad como el cuadrado de la expresión de arriba). Aunque no se puede clonar el estado de un cúbit, sí que se puede incorporar a un subespacio de un espacio de Hilbert de más cúbits. Por ejemplo, haciendo {\textstyle |0>\rightarrow {}|000>}. Los dos errores más frecuentes que pueden ocurrir es que se voltee un cúbit (X-error) o que se introduzca una fase entre los estados de la base computacional (Z-error). El primero se corresponde a {\textstyle |0>\leftrightarrow {}|1>}, mientras que el segundo es del tipo {\textstyle \alpha |0>+\beta |1>\rightarrow \alpha |0>+\beta \exp i\delta |1>}. Se puede probar que el siguiente código protege contra ambos tipos de errores:
{\displaystyle |0>\rightarrow {}{\frac {1}{2}}(|000000000>+|111111000>+|111000111>+|000111111>)}
{\displaystyle |1>\rightarrow {}{\frac {1}{2}}(|111111111>+|000000111>+|000111000>+|111000000>)}
Uno de los ejemplos de códigos de corrección de errores es el código topológico de color. Se trata de un código estabilizador compuesto de qúbits en dos dimensiones, que requiere únicamente medidas geométricas locales. Este código de corrección de errores es utilizado en la actualidad para reducir los errores en los ordenadores cuánticos.

## Fundamentos de la mecánica cuántica
La teoría de la información cuántica no solo permite obtener nuevos protocolos para la transmisión de información y para la computación, sino también abordar cuestiones fundamentales de la física cuántica, como lo son el entrelazamiento o los postulados de la mecánica cuántica.

### Debate en torno a la teleportación cuántica
La teleportación cuántica abrió un debate que todavía se mantiene a día de hoy. Los puntos importantes son los siguientes: después de la medida, Alicia obtiene uno de los estados de Bell y en el proceso le deja a Benito un estado que puede ser transformado al estado inicial de Alicia mediante una operación unitaria. Es importante notar dos cosas: Benito obtiene dicho estado de manera instantánea, pero ignora cuál de los cuatro posibles estados ha obtenido; así pues, ambas partes han de comunicarse mediante un canal clásico, en el que la velocidad de transmisión de la información está limitada por la de la luz.
Podemos hacernos las siguientes preguntas:
- Puesto que Benito no sabe, nada más medir Alicia, que estado obtiene él de manera instantánea y puesto que no tiene forma de averiguarlo sin comprometer el mensaje (porque para ello tendría que medir y medir es proyectar), ¿puede afirmarme que posea información?
- Puesto que debe existir un canal de comunicación clásico entre ambas partes, debemos codificar un estado cuántico en un número finito de bits. Pero si se tiene en cuenta la superposición, ¿cómo es posible codificar el continuo de estados de un espacio de Hilbert en unos bits clásicos y por lo tanto, con un número discreto de estados?

La primera pregunta suele obtener una respuesta que procede de la interpretación de Copenhague de la mecánica cuántica, según la cual esta sería poco más que un formalismo matemático que permite obtener predicciones de los resultados experimentales. En esta línea, toda afirmación que se hiciera sobre cómo es un estado cuántico se limitaría a lo que se observa en un experimento; es decir, la realidad de la mecánica cuántica es subjetiva y dependiente del proceso de medida. Existen respuesta procedentes de otras interpretaciones de la mecánica cuántica, como la teoría de de Broglie-Bohm.
Para el segundo punto Jozsa y Penrose sugieren que en el momento en que Alicia mide en su sistema se produce un flujo de información desde el presente (el momento de la medida) hacia el pasado, hacia el instante en que Alicia y Benito entrelazaron sus cúbits. Entonces la información viaja al futuro, al instante en que Benito realiza la operación unitaria que transforma su estado en el que Alicia quería teletransportar.
Deutsch y Hayden proponen una explicación más convencional, según la cual la información está verdaderamente codificada, aunque de forma oculta, en los bits clásicos de Alicia.
Sin embargo, Timpson sostiene que el debate nace de una falacia, la de pensar en la información como parte del contenido material del mundo y por lo tanto, como sujeta a las mismas leyes que rigen el comportamiento de la materia y la energía. Según este autor, la cita de Rolf Landauer La información es física debería de ser remplaza por  Los ordenadores son físicos, reservando para la información una naturaleza abstracta.

### Principio de Zeilinger
El principio de Zeilinger pretende ser un axioma para la mecánica cuántica que explique qué es el entrelazamiento. Según este principio, existen sistemas referidos como elementales que dan respuesta a una pregunta o proceso experimental del tipo sí/no, es decir, a una pregunta que admite una respuesta binaria. Por ejemplo, "¿está el fotón polarizado en esta dirección?" sería una de tales preguntas (comparar esta pregunta con "¿en qué dirección está polarizado el fotón?", que no admite una de tales respuestas). En principio, mediante procedimientos de medida de este tipo sería posible reducir un sistema compuesto de varios cúbits a uno de menos cúbits. El entrelazamiento surge entonces cuando se plantean preguntas que no admiten una respuesta binaria, que reciben por lo tanto una respuesta aleatoria.

### Teorema CBH
Este teorema, debido a Clifton, Bub y Halvorson, caracteriza la mecánica cuántica a partir de tres axiomas que restringen la transferencia de información cuántica:
- No es posible una transferencia superlumínica de información entre dos partes mediante una medida en uno solo de ellos.
- No se pueden transmitir estados mezcla o clonar estados puros si no se conoce el estado en cuestión.
- En procesos de encriptado, Alicia (quien envía la información) no puede alterar los resultados que obtenga Benito (quien la recibe) en su medida, mientras que Benito no puede obtener más información de la que Alicia le proporciona.

El primero restringe los efectos de las operaciones locales, excluyendo que puedan ser responsables de un envío de información instantáneo. El segundo generaliza el Teorema de No Clonación para estados mezcla, de tal modo que la información contenida en un estado compuesto por matrices densidad que no conmuten no puede ser clonada sin alterar dicho estado. El tercero simplemente establece que en procesos criptográficos las acciones de ambas partes están constreñidas, no pudiendo ninguna de las dos engañar a la otra: si Alicia codifica información, Benito no puede conocerla toda solo con la que Alicia le ha proporcionado en un primer momento. Sin embargo, el posterior envío de información de Alicia ha de ser suficiente para que este pueda reconstruir el mensaje, siendo imposible para la primera distorsionar los resultados de las medidas de Benito de manera no local.

### Bayesianismo cuántico
La teoría del Bayesianismo cuántico se debe a Caves, Fuchs y Schack y es una teoría de la mecánica cuántica y en particular, del estado de un sistema cuántico, que no es realista, según la cual la información contenida en uno de tales estados dependería de la forma en la que el observador decidiera interpretar la mecánica cuántica. De este modo, un sistema cuántico no contendría información alguna en un sentido objetivo.
En este modelo en el proceso de medida sistema y observador se afectan mutuamente, donde el segundo estimula al primero y este, en respuesta, exhibe unos resultados que alteran las creencias del observador.